# Por amor a Gloria
Por amor a Gloria es una telenovela colombiana del año 2005. Fue protagonizada por Carolina Acevedo y Juan Pablo Raba y con las participaciones antagónicas de Silvia de Dios, Isabella Santodomingo, Cristóbal Errázuriz, Gustavo Angarita Jr. y Andrés Parra. Fue realizada por el Canal Caracol y su duración de emisión es hasta ahora una de las más cortas del nuevo siglo.

## Sinopsis
Después de cinco años de relación y matrimonio, Gloria y Esteban deciden divorciarse. Al parecer, un evento ocurrido en el Año Nuevo fue la razón de la separación de esta pareja. La salvación de este matrimonio dependerá de sus recuerdos.
Gloria y Esteban deberán explicarle a la juez los motivos de sus separación. Todo: desde el día en que Gloria trató de venderle una aspiradora a Esteban hasta el momento en que consumaron su amor y llegaron al matrimonio; las adversidades y ciertos personajes que querían impedir su amor serán relatados por los mismos protagonistas y los involucrados en esta historia.
Epilogo: Tras el suicidio de Boris, Gloria y Esteban anularon su divorcio volviéndose a casar. Un año después Gloria visita la tumba de Boris junto con Doña Magdalena, luego Gloria y Esteban, en entrevista con el periodista Omar Anthony le cuentan que adoptaron a Juan, hijo de Sol y Lorenzo, debido a que Sol fue recluida en un manicomio.

## Elenco

### Principal
| Intérprete            | Personaje                             | Rol          |
| --------------------- | ------------------------------------- | ------------ |
| Juan Pablo Raba       | Esteban Marín Posada                  | Protagonista |
| Carolina Acevedo      | Gloria Stefany Valbuena Sutamarchán   | Protagonista |
| Silvia de Dios        | Sol Amaya                             | Villana      |
| Cristóbal Errázuriz   | Silvio Marín Posada                   | Antagonista  |
| Gustavo Angarita Jr.  | Boris Octavio Garrido (Octavio Arnau) | Villano      |
| Nicolás Rincón Gamba  | Winston Alfonso Valbuena Sutamarchán  |              |
| Andrés Parra          | Lorenzo de la Pava (Lorenzo Pava)     | Villano      |
| Tommy Vásquez         | Capitán Eduardo Maldonado             |              |
| Mónica Uribe          | Lucía Marín Villegas                  |              |
| Isabella Santodomingo | Carolina Koppel                       | Antagonista  |
| Geoffrey Deakin       | Robert Taylon                         | Villano      |

### Secundario
Están presentados en orden alfabético
| Intérprete         | Personaje                                   |
| ------------------ | ------------------------------------------- |
| Adriana Franco     | Milagros Sutamarchán de Valbuena            |
| Alina Lozano       | Sara de Mantilla                            |
| Alberto Barrero    | Jorge (Celador de Celucom)                  |
| Carlos Hurtado     | Santoyo (Loco del Manicomio)                |
| Claudia Rocío Mora | Maripaz Cancino                             |
| Diana Neira        | Victoria Gómez                              |
| Germán Rojas       | General Tito Gómez                          |
| Luly Bossa         | Gladys de Gómez                             |
| Gloria Montoya     | Débora                                      |
| Hermes Camelo      | Sacerdote Matamoros                         |
| Jorge Herrera      | General Armando Mantilla                    |
| José Saldarriaga   | Jimmy                                       |
| Joseph Fuzessy     | Jhon Bull                                   |
| Julio Correal      | Ilich Rozo (Detective)                      |
| Julio Pachón       | Enrique "Kike" Laverde (Celador de Celucom) |
| Lucía Rengifo      | Ángela Rozo                                 |
| Naty Botero        | Vanessa Rodriguez                           |
| Rafael Bohórquez   | Crisóstomo Valbuena                         |
| Rebeca López       | Doña Magdalena viuda de Garrido(Arnau)      |
| Tania Fálquez      | Martha Isabel Villegas de Marín             |
| Walter Luengas     | Periodista Omar Anthony                     |